# Habenaria leptoloba
Habenaria leptoloba là một loài thực vật có hoa trong họ Lan. Loài này được Benth. mô tả khoa học đầu tiên năm 1861.